# Uumaanniemi
Uumaanniemi är en ö i Finland. Den ligger i vattendraget Kelhujoki och i kommunen Kolari kommun i den ekonomiska regionen  Fjäll-Lappland  och landskapet Lappland, i den norra delen av landet, 800 km norr om huvudstaden Helsingfors. Öns area är 4,2 hektar och dess största längd är 330 meter i öst-västlig riktning.